# Kontingenz (Soziologie)
Kontingenz (spätlat. contingentia „Möglichkeit, Zufälligkeit“) ist ein in der Soziologie, vor allem der Systemtheorie (Niklas Luhmann, Talcott Parsons), gebräuchlicher Begriff, um die prinzipielle Offenheit und Ungewissheit menschlicher Lebenserfahrungen zu bezeichnen. 

## Kontingenz nach Luhmann
Niklas Luhmann definierte den Begriff wie folgt: „Kontingent ist etwas, was weder notwendig noch unmöglich ist; was also so, wie es ist (war, sein wird), sein kann, aber auch anders möglich ist. Der Begriff bezeichnet mithin Gegebenes (zu Erfahrendes, Erwartetes, Gedachtes, Phantasiertes) im Hinblick auf mögliches Anderssein; er bezeichnet Gegenstände im Horizont möglicher Abwandlungen.“ Damit bezog sich Luhmann auf Aristoteles, der Kontingenz als nicht notwendig und nicht unmöglich sah: „Es könnte auch anders sein.“
Selbst die Wahrnehmung der Welt ist kontingent, ein Individuum kann also beispielsweise den Wald so, aber auch anders wahrnehmen: Einer wird das zu verarbeitende Holz und den Gewinn daraus wahrnehmen, ein anderer die Idylle und das Vogelgezwitscher. Keiner kann von sich behaupten, seine Wahrnehmung sei die einzig mögliche und richtige. Und keiner kann sicher voraussehen, wie der andere diesen Wald nun wahrnimmt aufgrund der Kontingenz des anderen.
Kontingenz beruht also auf Unterscheidungen und Konstruktionen, die immer so und auch anders sein und gemacht werden könnten. Der Begriff bedeutet insofern eine Negation von Notwendigkeit und Unmöglichkeit. Die prinzipielle Offenheit menschlicher Einstellungen und Handlungen, die zur Komplexität und Unberechenbarkeit sozialer Systeme führt, soll in manchen Theorien durch eine feste soziale Ordnung überwunden werden. Luhmann hingegen will sie durch Kommunikation überwinden, bei der durch Beobachtung und Versuch und Irrtum im Lauf der Zeit eine emergente Ordnung entsteht. Diese emergente Ordnung nennt Luhmann „soziales System“.
Erkenntnistheoretisch betrachtet ist Kontingenz das (seinerseits kontingente) Wissen darüber, dass jedes Wissen relativ ist. Absolutes Wissen ist prinzipiell unmöglich. „Es kann immer auch ganz anders sein.“ Kontingenz hat sich zu einem zentralen Begriff der Erkenntnistheorie entwickelt. Er zeigt, dass in sich geschlossene und gleichzeitig universelle Theorien nicht möglich sind. Erkenntnis entsteht vielmehr in selbstreferentiellen Prozessen, auf der Basis vorheriger Erkenntnisse, die bei den jeweiligen Wissenschaftsbereichen oder Individuen unterschiedlich sind. Daher kommen verschiedene Wissenschaftsbereiche oder Individuen auf der Basis ihrer bisherigen Erkenntnisse zu verschiedenen neuen Erkenntnissen.
Ein Spezialproblem der Kontingenz ist die doppelte Kontingenz. Sie beschreibt die zunächst scheinbare Unwahrscheinlichkeit von gelingender Kommunikation, wenn zwei Individuen ihre Handlungen jeweils von den kontingenten Handlungen des Gegenübers abhängig machen. Auch die doppelte Kontingenz will Luhmann durch Kommunikation überwinden: Durch Beobachtung des Anderen sowie durch Versuch und Irrtum entsteht im Lauf der Zeit eine emergente Ordnung, die Luhmann „soziales System“ nennt (s. o.).
Die Systemtheorie nach Niklas Luhmann sieht eine Zunahme der Komplexität des Sozialen im Zuge der funktionalen Differenzierung moderner Gesellschaften. Handlungsoptionen haben zugenommen, somit sind Kontingenzerfahrungen wahrscheinlicher geworden.
In der strukturalen Medienbildungstheorie nach Winfried Marotzki spielt der Begriff der Kontingenz eine entscheidende Rolle als auslösendes Moment für Bildungsprozesse.

## Kontingenzbewältigung
Kontingenzbewältigung ist die Einschränkung des Risikos, enttäuscht zu werden. Das Risiko der Enttäuschung entsteht durch Ungewissheiten, für die man keine Erklärung hat. In der Kulturgeschichte des Menschen wurden dazu viele Strategien entwickelt, um die Welt berechenbarer zu gestalten. Zentrale Bedeutung hat hier die Religion bzw. deren Kontingenzunterdrückungs-Mechanismen. Es gab und gibt jedoch auch andere Systeme, die Kontingenzbewältigung bezwecken, wie politische Ideologien, Verschwörungserzählungen oder das Recht.

### Religion
Der Philosoph Hermann Lübbe beschreibt die Funktion von Religion folgendermaßen: „Religion ist Kontingenzbewältigungspraxis handlungssinntranszendenter Kontingenzen.“ Damit ist gemeint, dass Religion für die schlimmsten Abstürze des Lebens, den Tod, die Trennung, nicht etwa Trost, sondern eine Form des Handelns und der Verarbeitung bietet, die den Umgang mit solchen Katastrophen überhaupt ermöglicht.
Die Strategien der Kontingenzbewältigung schließen gewissermaßen an die theologische Frage der sogenannten Theodizee an, d. i. die Frage, wie Gott gleichzeitig allgütig und allmächtig gedacht werden kann in einer Welt des Übels. Eine mögliche Antwort ist seit Leibniz eine ethische: Unterstützung und Hilfe sind bei solchen Kontingenz-Erfahrungen angesagt. Alles andere – z. B. der Versuch der Erklärung – gilt theologisch als Blasphemie (Biblisches Ijob-Buch). 
Religiöse Deutungssysteme versuchen Antworten auf die Existenz des Leidens zu geben. Im Christentum und auch bei Schopenhauer wurde die menschliche Existenz als etwas Sündhaftes gedacht, die durch das Dasein abgebüßt werden müsse. Während Paul Gerhardt diese Deutung noch akzeptiert, ist sie bei Leibniz nicht mehr vorhanden.